# Lac Funten
Le  lac Funten, ou Funtensee en allemand, est un lac karstique dans le massif montagneux de la Steinernes Meer dans le Parc national de Berchtesgaden. Il est célèbre pour des températures jusqu'à 30 °C inférieures à la zone environnante. Son alimentation provient des ruisseaux Steingraben, Stuhlgraben et Rennergraben.

## Situation
À une altitude de 1 601 m, sa superficie est de 3,5 ha. Son écoulement vers la Schrainbach est souterraine à un endroit appelé « Teufelsmühle ». Sur sa rive, la Haus Kärlinger (refuge) est ouverte pour la saison estivale. Une salle est disponible l'hiver. La vallée est entourée par le Viehkogel (2 158 m), le Glunkerer (1 932 m) et le Stuhljoch (2 448 m), qui mène au mont Funtenseetauern (2 578 m).

## Histoire
La première mention de l'utilisation de l'espace pour le pâturage se situe vers 1604-1619. Vers 1870, il existe des preuves de huit Kaser actifs (quartiers d'habitation/écuries), ce qui permet de supposer un sur-pâturage. Le Funtenseealm a été actif jusqu'en 1964.

## Températures

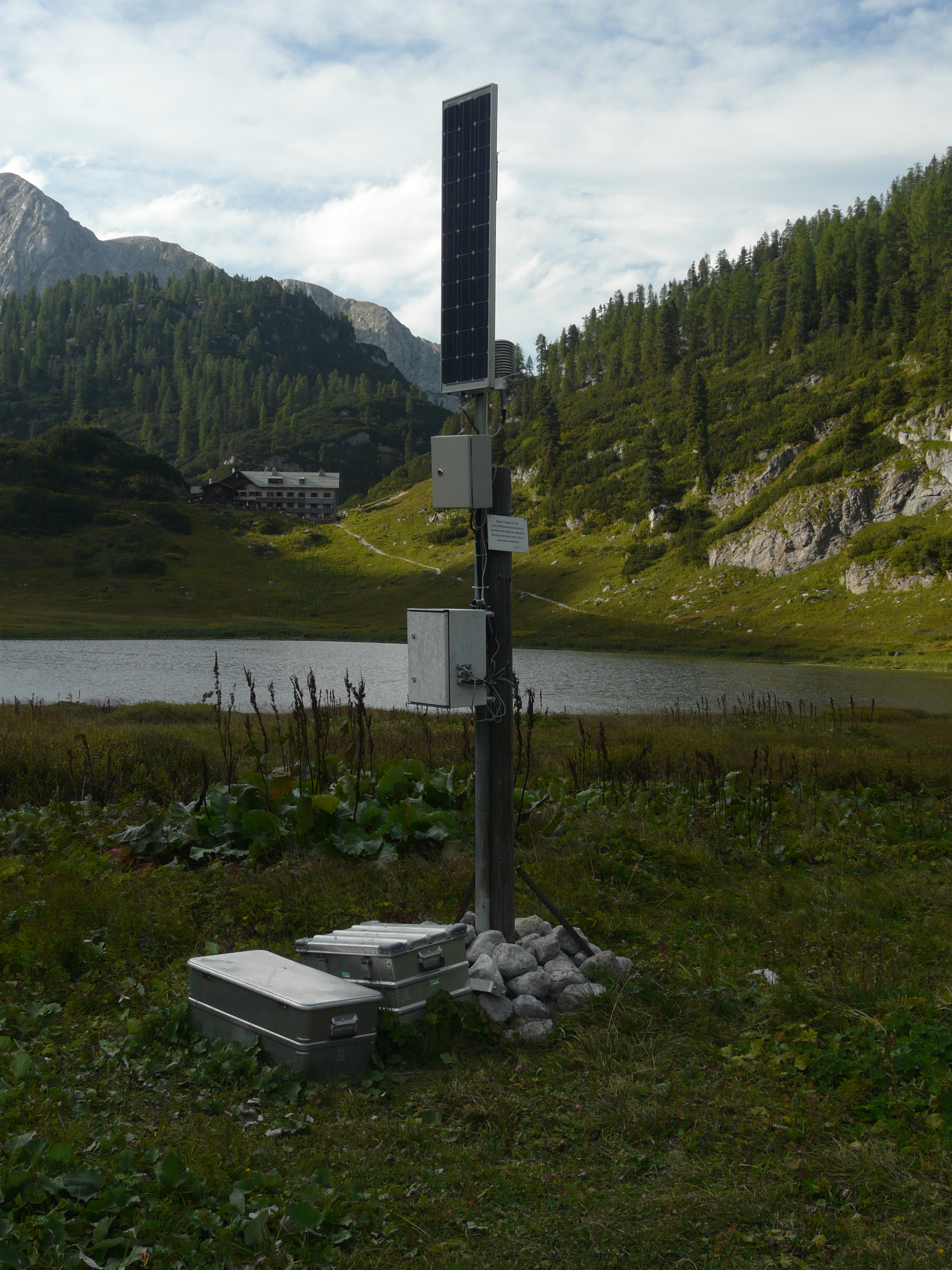
La station météo de Funtensee.

Connu comme le point le plus froid d'Allemagne, le lac est le site où la température record de −45,9 °C,  a été enregistrée le 24 décembre 2001. Il est théoriquement possible qu'en raison de la situation unique d'un air froid pris au piège, une température de −55 °C soit envisageable. Une hypothèse est que ce microclimat est dû au sur-pâturage (disparition de la végétation)[réf. nécessaire]. Les températures sont régulièrement contrôlées par une station météo privée installée par Jörg Kachelmann.
Le 20 décembre 2009, on a enregistré −33,6 °C à Funtensee.